# El cementiri dels llibres oblidats
El cementiri dels llibres oblidats (castellà: El cementerio de los libros olvidados) és una obra en quatre parts del novel·lista Carlos Ruiz Zafón. Conté els llibres L'ombra del vent (2004), El joc de l'àngel (2009), El presoner del cel (2012) i El laberint dels esperits (2017).
La sèrie de llibres s'ambienta a Barcelona, en diferents períodes del segle XX. El cementiri dels llibres oblidats és una biblioteca laberíntica mística que acull llibres estranys. Els personatges principals de la sèrie són Daniel Sempere, Fermín Romero de Torres i David Martín.
Totes les parts d'El cementiri dels llibres oblidats són històries separades i es poden llegir per separat i en qualsevol ordre.